# Kamow Ka-115
Mit der Kamow Ka-115 (russisch Камов Ка-115) entwickelte Kamow einen leichten Mehrzweckhubschrauber in der Klasse der französischen „Ecureuil“. Der Antrieb besteht aus einer 550 PS starken PK206D-Turbine, die von dem russisch-kanadischen Joint Venture Pratt & Whitney / Klimow entwickelt wird. Das von Kamow bekannte Koaxialrotorsystem, bestehend aus zwei gegeneinanderdrehenden Dreiblatt-Rotoren, wurde beibehalten.
Ein Mock-up der Ka-115 wurde auf der MAKS '97 in Schukowski bei Moskau ausgestellt. Es waren Versionen als Passagier-, Fracht-, Rettungs- und SAR- sowie als Patrouillenhubschrauber vorgesehen. Die allgemeine Finanzkrise in Russland verzögerte das Programm jedoch zumindest. Ein Prototyp ist bis jetzt (Stand September 2005) noch nicht geflogen.

## Technische Daten
| Kenngröße             | Daten                             |
| --------------------- | --------------------------------- |
| Besatzung             | 1                                 |
| Passagiere            | 5                                 |
| Rotordurchmesser      | jeweils 9,5 m                     |
| Länge                 | 9,5 m                             |
| Höhe                  | 3,6 m                             |
| Rumpfbreite           | 2,0 m                             |
| Startmasse            | 1850 kg                           |
| Nutzlast              | 700–900 kg                        |
| Höchstgeschwindigkeit | 250 km/h                          |
| Reisegeschwindigkeit  | 230 km/h                          |
| Steigrate             | 11,5 m/s                          |
| Dienstgipfelhöhe      | 5200 m                            |
| Reichweite            | 780 km                            |
| Triebwerk             | ein Pratt & Whitney/Klimow PK206D |
| Leistung              | 550 WPS                           |